# 望江摩托
重庆望江摩托车制造有限公司，重慶望江工業和中國兵器裝備集團聯營公司，总部位于中国重慶市，是在1939年成立，最初是軍工產品，後來改建成為摩托車生產商。
其主要業務生產及研发摩托車產品等。現時董事長叶红兵先生。

## 品牌
“烽火”、“铃木虎”、“望铃·星”、“铃木戟3代”、“雪雕”等品牌。